# Dorfmühlenkapelle (Unterwittighausen)

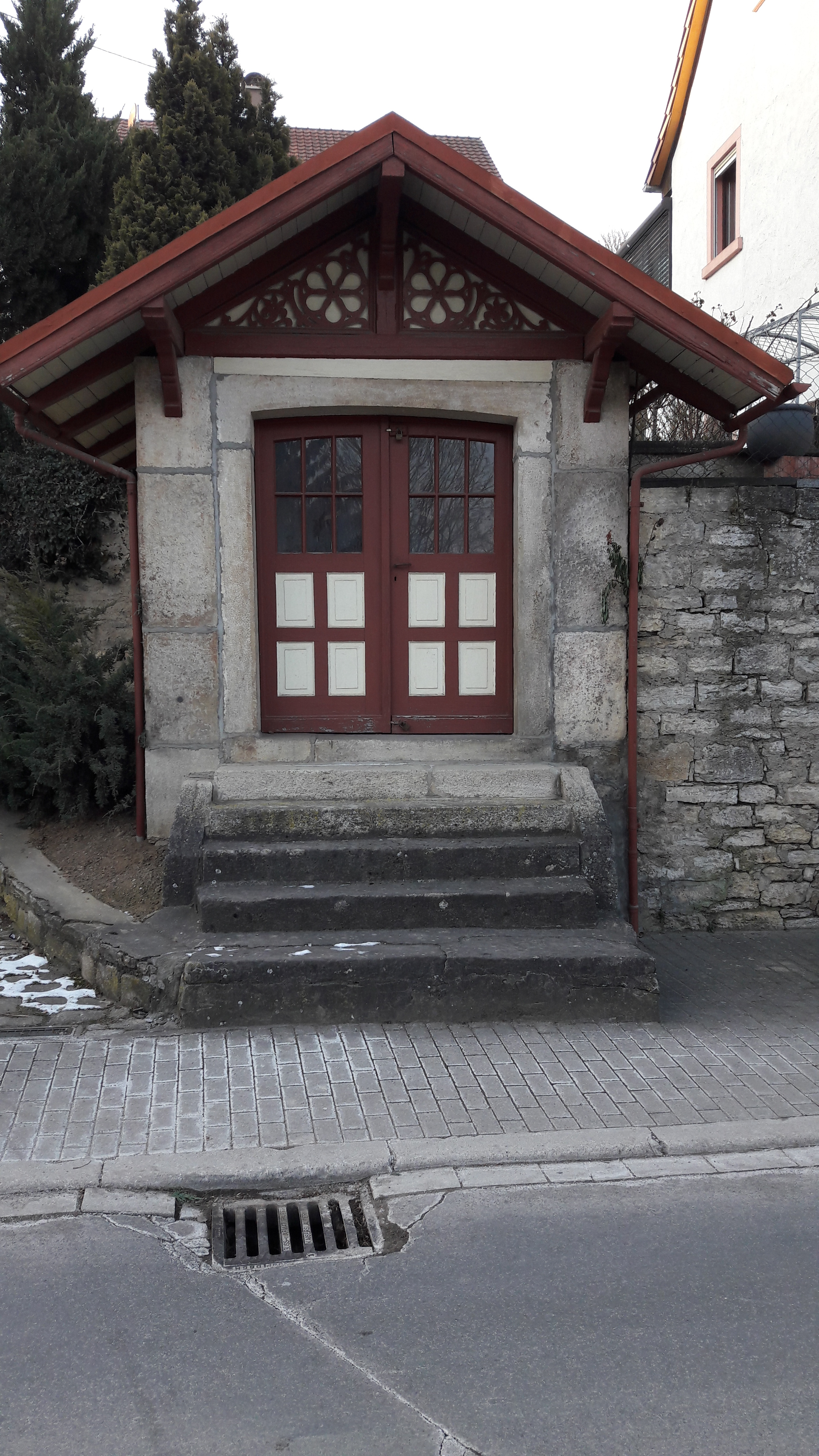
Die Dorfmühlenkapelle in Unterwittighausen (2017)

Die römisch-katholische Dorfmühlenkapelle befindet sich im Ortskern von Unterwittighausen. Sie liegt oberhalb der Dorfmühle an der Wittigostraße und wurde von den Vorfahren des Müllermeisters Valentin Lurz erbaut. Ein genaues Entstehungsjahr ist nicht bekannt, jedoch dürfte dies anhand der bestehenden Architekturdetails wohl Ende des 19. Jahrhunderts gewesen sein. Eine religiöse Widmung ist nicht bekannt.

## Architektur und Ausstattung
Die Dorfmühlenkapelle verfügt über einen schlichten Altar. Im Innenraum befindet sich eine Marienstatue. Die Kapelle ist gewöhnlich verschlossen, jedoch ist über die Fenster ein Einblick in den Innenraum möglich.